# یونایوو
یونایوو (انگلیسی: Yunayevo) یک شهرک در شهرستان زیانچورینسکی استان باشقیرستان کشور روسیه است.